# Ai od Chua
Kralj Ai od Chua (楚哀王, Chǔ Āi Wáng) bio je kralj kineske države Chu tijekom dinastije Zhou. Bio je iz kuće Mi.
Rođen kao princ You (猶), sin kralja Kaoliea i nepoznate žene, naslijedio je starijeg brata, kralja Youa, na prijestolju Chua 228. prije nove ere.
Ipak, nije dugo vladao jer su ga ubile pristaše njegova polubrata Fuchua, koji zbog zlodjela nije zadobio postumno ime.
Nije poznato je li Ai imao djece, ali se zna da je bio, prema mitu, potomak Zhuanxua i Žutog Cara.
Fuchu je naslijedio Aija.